# 載卓
奉恩輔國公載卓（1849年11月2日—1907年6月11日），貝子銜奉恩鎮國恪慎公奕湘第三子，母妾徐氏，其父為徐有仁，果親王系第八代。
他在道光二十九年九月（1849年）出生，光緒七年七月（1881年）接替父親成為果親王第八代，但因為果親王並非世襲罔替的爵位，因此他的封爵只是奉恩輔國公。
光緒三十三年五月（1907年）他去世，虛齡五十九岁，由長子溥閻襲封果親王系第九代。